# Asian Club Championship 1972
Asian Club Championship 1972 đã được thiết lập là phiên bản thứ năm của giải bóng đá câu lạc bộ thường niên châu Á tổ chức bởi Liên đoàn bóng đá châu Á. Bảy câu lạc bộ từ bảy quốc gia dự định sẽ tham dự giải đấu. Giải đấu dự kiến sẽ diễn ra tại Tehran, Iran vào tháng 4. Bảy câu lạc bộ được chia thành hai bảng và đội nhất và nhì bảng sẽ lọt vào vòng bán kết.
Trước khi giải đấu diễn ra, câu lạc bộ Kuwait Al-Qadsia và câu lạc bộ Li Băng Racing Beirut từ chối thi đấu với câu lạc bộ Israel Maccabi Netanya nếu tình hình phát sinh, vì lý do chính trị, và Hong Kong Rangers rút khỏi giải đấu trong thời gian ngắn vì lý do tài chính, vì vậy giải đấu bị hủy bỏ.

## Các đội tham dự
Có bảy đội tham dự giải đấu
Chú thích:
•TH: Đương kim vô địch
•1st, 2nd, 3rd,...: Vị trí tại giải quốc nội
•S (Selected): Đội được chọn đại diện cho quốc gia
| Hong Kong Rangers (1st) | Maccabi Netanya (1st) | Racing Beirut (1st)    | Port Authority of Thailand (S) |
| Persepolis (1st)        | Al-Qadsia (1st)       | Korea University (1st) |                                |

## Vòng bảng
Lễ bốc thăm vòng bảng chia bảy đội thành hai bảng (một bảng ba đội, một bảng bốn đội) trước khi giải đấu bị hủy bỏ. Hai đội đứng đầu mỗi bảng dự định sẽ tiến vào vòng bán kết.

### Bảng A
| Đội               |
| ----------------- |
| Maccabi Netanya   |
| Hong Kong Rangers |
| Korea University  |

### Bảng B
| Đội                        |
| -------------------------- |
| Persepolis                 |
| Port Authority of Thailand |
| Al-Qadsia                  |
| Racing Beirut              |